# ТЕП60
ТЕП60 (Тепловоз з Електричною передачею, Пасажирський, 1960-их років початку виробництва) — радянський пасажирський тепловоз, виготовлявся на Коломенському тепловозобудівному заводі з 1960 по 1985. Всього було побудовано 1241 тепловозів, деякі з них станом на кінець 2015 експлуатувалися Білоруською залізницею.

## Проектування
Тепловози ТЕП60 розпочали проектувати 1956 на Коломенському тепловозобудівному заводі за вказівкою Міністерства колійного сполучення. Передбачалося створення одно- і двосекційного тепловоза з осьовою формулою 30−30, зчіпною масою 126 тонн, дизельним двигуном потужністю 3000 к.с., електричною тяговою передачею, опорно-рамним підвішуванням тягових двигунів і конструкційною швидкістю 140 км/год.
Проектування тепловоза здійснювалося під керівництвом головного конструктора з локомотивобудування Жиліна. Перший тепловоз збудували в квітні 1960. В січні 1961 він надійшов для випробувань на лінію Москва — Ленінград Жовтневої залізниці. 1960 побудували другий такий тепловоз.

## Випробування
Тепловоз ТЕП60-0001 разом з тепловозом ТЕП10-002 і електровозом серії Фп пройшов випробування по дії на колію на експериментальному кільці ВНДІЗТа і на линії Москва — Ленінград. За результатами випробувань був встановлений найбільший ККД тепловоза (29,2 %) і встановлена максимальна швидкість тепловоза — 160 км/год.

## Ремонтні заводи

### В Україні
- Полтавський тепловозоремонтний завод

### В Росії
- Воронезький тепловозоремонтний завод
- Мічуринський локомотиворемонтний завод